# 国鉄タサ3200形貨車
国鉄タサ3200形貨車（こくてつタサ3200がたかしゃ）は、かつて日本国有鉄道（国鉄）及び1987年（昭和62年）4月の国鉄分割民営化後は日本貨物鉄道（JR貨物）に在籍した私有貨車（タンク車）である。

## 概要
本形式は、アルコール専用の20t 積タンク車として1950年（昭和25年）3月22日に3両（コタサ3200 - コタサ3202）が新潟鐵工所1社にて製作された。記号番号表記は特殊標記符号「コ」（全長 12 m 以下）を前置し「コタサ」と標記する。
本形式の他にアルコールを専用種別とする形式にはタ2000形（3両）、タム8100形（11両）、タサ3000形（82両）、タサ3500形（3両）、タサ5000形（1両）、タキ500形（6両）、タキ600形（20両）、タキ3500形（179両）、タキ7200形（8両）、タキ7250形（115両）、タキ13700形（30両）、タキ13800形（25両）の12形式があった。
落成当時の所有者は、酒精産業の1社のみであったが1956年（昭和31年）3月3日に全車日本アルコール販売へ名義変更された。
1979年（昭和54年）10月より化成品分類番号「燃31」（燃焼性の物質、引火性液体、危険性度合2（中））が標記された。
ドーム付き直円筒型のタンク体は普通鋼（一般構造用圧延鋼材、SS41現在のSS400）製であり、荷役方式はマンホールによる上入れ、吐出管による下出し式である。
塗色は、黒であり、全長は10,800mm、全高は3,782mm、台車中心間距離は6,900mm、実容積は25.7m3、自重は16.8t、換算両数は積車3.5、空車1.6、最高運転速度は75km/h、台車は12t車軸を使用したTR41Aである。
1987年（昭和62年）4月の国鉄分割民営化時には全車の車籍がJR貨物に継承されたが、最後まで在籍した1両（コタサ3200）が1996年（平成8年）4月に廃車になり同時に形式消滅となった。